# Jean-Luc Harousseau
Jean-Luc Harousseau, né le 1er juin 1948 à Nantes, est un médecin hématologue et homme politique français.
Il est nommé à la tête de la Haute Autorité de santé en février 2011 ; il en démissionne en 2015 pour raisons personnelles.

## Biographie

### Carrière médicale
Après ses études de médecine à la Faculté de médecine de Nantes, il est reçu à l'Internat de Paris (1971) et se spécialise en hématologie.Il obtient son doctorat en médecine en 1976 Chef de Clinique du Professeur Debray à l'Hôpital Saint Antoine puis du Professeur Jean Bernard à l'Hôpital Saint-Louis, il est nommé Professeur d'Hématologie Clinique  à la Faculté de Médecine de Nantes dès 1980 et  est à 32 ans le plus jeune professeur français dans sa spécialité. Il développe le service d'Hématologie  du CHU de Nantes en créant notamment l'unité de greffe de moelle osseuse et l'unité d'oncologie pédiatrique. En 1984, il devient chef de ce service qui, grâce aux activités de recherche clinique qu'il coordonne dans le domaine des leucémies aiguës et des greffes de moelle osseuse puis dans le traitement du myélome multiple, acquiert une réputation internationale. Il contribue à créer deux  groupes multicentriques de recherche clinique sur le traitement des leucémies aiguës (GOELAM) et du myélome (IFM). Les essais cliniques réalisés dans le myélome par l'IFM depuis 1990 ont grandement contribué à l'amélioration du pronostic de cette grave maladie. Dans sa carrière il a cosigné plus de 550 articles dans des revues internationales et a été invité plusieurs fois à participer aux programmes éducationnels des grands congrès internationaux en Hématologie (notamment l'American Society of Hematology). Il a aussi permis la création d'un laboratoire de recherche fondamentale sur le myélome au CHU de Nantes
En 2008 il quitte son service au CHU de Nantes pour prendre la direction du Centre de Lutte Contre le Cancer René Gauducheau à Nantes. Son objectif est alors de créer un Institut de Cancérologie réunissant, sur le modèle des Comprehensive Cancer Centers, l'ensemble des activités en cancérologie du CHU et du Centre René Gauducheau. Il échoue dans cette tentative mais avec le Professeur Régis Bataille, Directeur du Centre de Lutte Contre le Cancer Paul Papin à Angers, réussit la fusion de ces deux établissements pour créer l'Institut de Cancérologie de l'Ouest (ICO) en 2011.
Il est nommé à la tête de la Haute Autorité de santé en février 2011. Le 21 septembre 2015, il démissionne de son poste pour raisons personnelles. Pendant son mandat il développe des indicateurs de qualité des soins et introduit l'évaluation médico-économique des médicaments.
Retraité depuis Février 2016, il reste conseiller du Directeur Général de l'Institut de Cancérologie de l’Ouest (ICO). En février 2019, il accepte la Présidence de la Fondation des entreprises du médicament, créée par le LEEM, syndicat des industries pharmaceutiques, pour financer des projets  d'associations, services hospitaliers et laboratoire de recherche dans le domaine de l'oncopédiatrie.

### Carrière politique
Parallèlement à ses activités médicales il commence une carrière politique en étant troisième sur la liste menée par Daniel Augereau aux élections municipales de Nantes en 1989. C'est la liste menée par Jean Marc Ayrault qui l'emporte mais il devient conseiller municipal. Il s'inscrit à l'UDF et devient conseiller national et Président départemental en 1999, puis  il rejoint l'UMP dès sa création en septembre 2002. Il participe aux deux élections municipales de Nantes suivantes
Figurant en tête de la liste présentée par l'union de la droite aux élections municipales de 2001, il obtient 34,14 % des voix, contre 54,94 % à la liste conduite par Jean-Marc Ayrault, maire sortant.
Il est aussi candidat aux élections législatives en 1993 et en 1997 où il pousse Jean Marc Ayrault au deuxième tour dans son fief électoral,
Il a davantage de succès aux élections régionales . En 1992 il est élu conseiller régional sur la liste menée par Olivier Guichard et est chargé de la recherche et du développement technologique.
En 1998 il devient Premier vice-président du Conseil Régional des Pays de le Loire présidé par François Fillon et  il accède à titre intérimaire à la présidence en mai 2002, à la suite de la démission de François Fillon. Élu président le 28 juin 2002, il occupe ce poste jusqu'en mars 2004. Il est ensuite conseiller régional d'opposition jusqu'aux élections régionales de  2010 et cesse alors toute activité politique

## Récompenses et distinctions
- Chevalier dans l'ordre de la Légion d'Honneur
- Officier dans l'ordre national du Mérite
- Prix Waldenstroem (2005), Prix Robert Kyle (2009) et Prix Jean Khoury 2018 pour ses travaux de recherche dans le myélome